# Hotel Kaiserhof w Katowicach

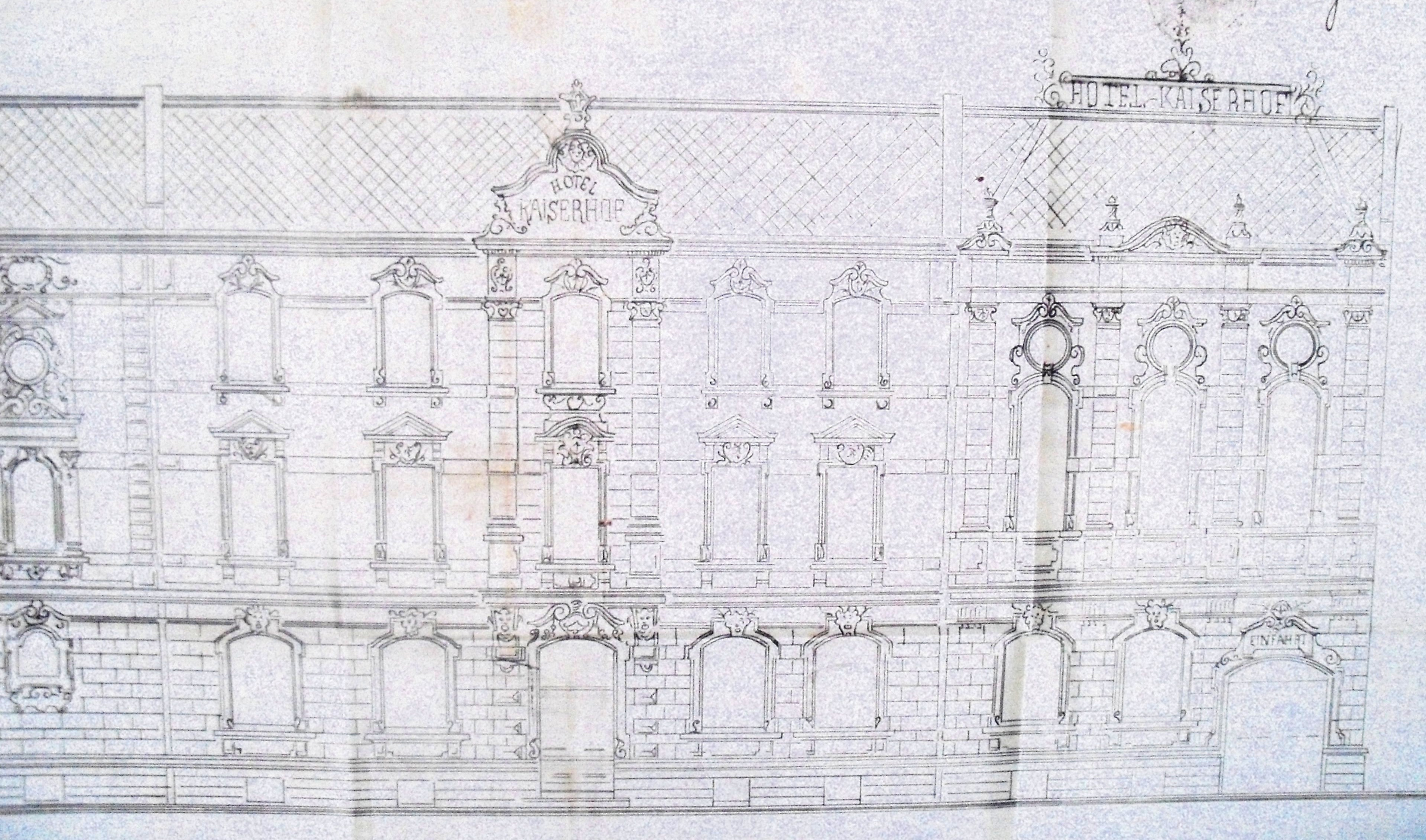
Projekt fasady Hotelu Kaiserhof z 1892

Hotel Kaiserhof w Katowicach (pol.: „Dwór Cesarski”) – hotel w Katowicach przy ulicy Stawowej 19, na rogu z ul. Młyńską. Hotel wraz z kamienicami przy ul. Stawowej, znajdującymi się za skrzyżowaniem z ulicą 3 Maja, wyburzono w latach sześćdziesiątych XX wieku na potrzeby budowy nowego dworca kolejowego.
Budynek posiadał hełm. W hotelu (na drugim piętrze) od 1894 mieściła się siedziba loży wolnomularskiej „Concordia”. W literaturze XX wieku pojawiały się informacje, że w dniach 6–11 listopada 1884 w hotelu odbyła się Konferencja Katowicka – zebranie żydowskich delegatów Ruchu Miłośników Syjonu – Chowewej Syjon, na którym podjęto decyzje o założeniu nowych osad żydowskich w Palestynie. Informacje te są nieprawdziwe, ponieważ w 1892 istniał dopiero projekt budynku. W tym czasie właścicielem parceli i zbudowanego na niej hotelu był aptekarz E. Schultz. W dwudziestą piątą rocznicę tego wydarzenia w budynku zorganizowano uroczysty jubileusz.
W latach międzywojennych pod numerem 19 istniał bar „Carioka” i kino „Stylowy” oraz restauracja „Ziemiańska”. W 1920 przebudowano lożę „Concordii”; prace przeprowadziła firma Ignatz Grünfeld Baugeschäft według projektu katowickiego architekta Hugo Grünfelda. W tym czasie właścicielem hotelu był Leo Kaufmann.
Obiekt zburzono w latach 60. XX wieku, pod budowę nowego dworca kolejowego. Następnie w miejscu hotelu wybudowano Galerię Katowicką.

## Odniesienia w kulturze
Akcja powieści Tylko martwi nie kłamią Katarzyny Bondy, wydanej w 2010, rozgrywa się w katowickiej kamienicy przy ul. Stawowej 13, która w powieści nazywana jest Kaiserhof.